# 水稻纹枯病

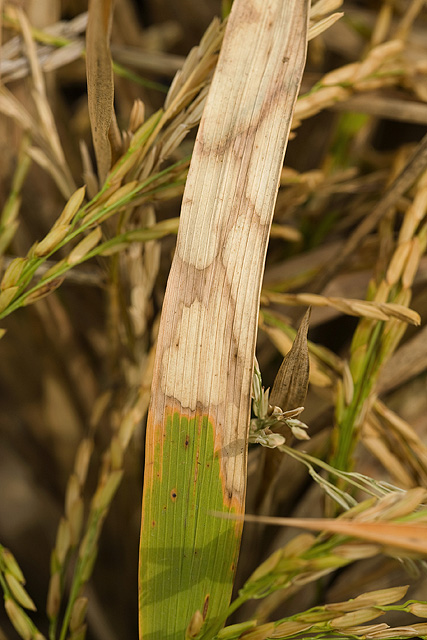
得了水稻紋枯病的葉片

水稻纹枯病（英語：Sheath blight of rice），别名水稻云斑病、水稻云纹病，俗称花杆、花脚瘟。病原为立枯丝核菌, 属担子菌门真菌。病部的菌丝在表面集结成团，先为白色，后为暗褐色的菌核。

## 症状
水稻纹枯病会影响谷物灌浆，引起植物枯萎倒伏，无法正常抽穗，降低水稻结实率，减少粒重，影响产量。施用氮肥过度，过度密植，气候高温高湿都有可能导致水稻感染枯纹病，分蘖盛期开始发病，圆杆拔节到抽穗期病害最为严重。发病初期，底部叶鞘出现椭圆形暗绿色的水渍状病斑，以后逐渐扩大为云纹状，危害叶鞘，穗颈，严重时全穗枯死。

## 防治
- 偏施氮肥容易产生稻热病，纹枯病，白叶枯病。加强水稻水肥管理，均衡氮磷钾配方，使前期不披叶，中期不徒长，后期不贪青。及时清理病株和杂草。
- 化学防治：在分蘖期，枯纹病发生时就要及时用药，早期防治效果明显。可选苯甲·丙环唑、唑醇微、毗唑醚酯等药。[1]